# Kyosuke Himuro
Kyosuke Himuro (冰 室 京 介, Himuro Kyōsuke; Takasaki, Gunma; 7 de octubre de 1960) es un cantante japonés. Fue miembro del grupo de rock japonés BOØ WY desde 1981 hasta 1988. Tras la disolución de la banda, tuvo una exitosa carrera en solitario, convirtiéndose en uno de los artistas con mayores ventas de Japón . En 2003, HMV Japón lo situó en el puesto 76 de su lista de los 100 artistas pop japoneses más importantes.

## Vida
Himuro nació en Takasaki (Gunma) en octubre de 1960. 
Desde 2004, vive en Los Ángeles, California, donde compró la antigua residencia en Beverly Hills de Shaquille O'Neal.

## Trayectoria
Fue miembro del grupo de rock japonés BOØ WY desde 1981 hasta 1988, donde coincidió con Tomoyasu Hotei. 
Ha dado conciertos con Steve Stevens, más conocido por ser el guitarrista acompañante de Billy Idol. Por ejemplo, Stevens participó en el álbum de Himuro y su gira de conciertos después de su álbum "IˑDeˑA".
El 22 de agosto de 2004, celebró un concierto, titulado "21st Century Boøwys VS Himuro", en el Tokyo Dome. Cantó muchas canciones de BOØWY después de dieciséis años inactivo.
Más recientemente, la canción de Himuro "Calling", de su álbum de 1989 "Neo Fascio", fue usado en los créditos finales de la muy esperada película Final Fantasy VII Advent Children, 2005. La película del director Tetsuya Nomura ha tomado nota de la influencia de la música de Himuro en su propia obra, y al preguntarle acerca de su contribución a la película, Himuro dijo que estaba feliz de que su obra fuera usada en "la mejor película de CG que jamás se ha hecho en Japón".
El 5 y 6 de agosto de 2006, se celebró un concierto llamado Kyosuke Himuro + Glay 2006 at Ajonomoto-Stadium "Swing Addition" con la banda japonesa GLAY en el estadio Ajinomoto. Además, Himuro lanzó por primera vez un sencillo en colaboración con GLAY llamado "Answer", el 2 de agosto de 2006.
En 2006, "Wild Romance" se utilizó como tema musical de cierre de la versión japonesa de Van Helsing.
El lanzamiento japonés de Final Fantasy VII Advent Children incluía una canción de cierre nueva, creada y cantada por Himuro, que reemplazba la anterior, "Calling". Con el título de "Safe and Sound", la canción cuenta con Gerard Way, vocalista de My Chemical Romance y fue lanzado en iTunes Store el 29 de abril de 2009. Sin embargo, la versión estadounidense no contiene "Safe and Sound" sino "Calling".
Himuro celebró dos conciertos benéficos consecutivos, con entradas agotadas, en el Tokyo Dome los días 11 y 12 de junio de 2011, que atrajeron a más de 104.000 personas, convirtiéndose en el mayor evento benéfico en directo jamás celebrado en Japón. La suma recaudada, de 669.220.940 yenes (unos 8,7 millones de dólares), se donó a las prefecturas de Fukushima, Miyagi e Iwate para su recuperación tras el
terremoto y tsunami de Japón de 2011.
En 2016, realizó una gira de despedida en Japón y se retiró oficialmente de las actividades musicales debido a su discapacidad auditiva .

## Discografía

### Álbumes de estudio
| N.º  | Fecha de lanzamiento     | Título del álbum     | Discográfica                       | Formato                                 | Posición semanal en Oricon | Ref    |
| ---- | ------------------------ | -------------------- | ---------------------------------- | --------------------------------------- | -------------------------- | ------ |
| 1.º  | 1 de septiembre de 1988  | Flowers for Algernon | Eastworld Recordings. Toshiba EMI. | LP CD Casete                            | N.° 1                      | [ 5 ]  |
| 1.º  | 21 de julio de 2003      | Flowers for Algernon | Eastworld Recordings. Toshiba EMI. | CCCD Versión remasterizada digitalmente | N.° 1                      | [ 5 ]  |
| 2.º  | 27 de septiembre de 1989 | Neo Fascio           | Eastworld Recordings. Toshiba EMI. | LP CD Casete                            | N.° 1                      | [ 6 ]  |
| 2.º  | 21 de julio de 2003      | Neo Fascio           | Eastworld Recordings. Toshiba EMI. | CCCD Versión remasterizada digitalmente | N.° 1                      | [ 6 ]  |
| 3.º  | 6 de abril de 1991       | Higher Self          | Eastworld Recordings. Toshiba EMI. | CD Casete                               | N.° 1                      | [ 7 ]  |
| 3.º  | 21 de julio de 2003      | Higher Self          | Eastworld Recordings. Toshiba EMI. | CCCD Versión remasterizada digitalmente | N.° 1                      | [ 7 ]  |
| 4.º  | 7 de enero de 1993       | Memories Of Blue     | Eastworld Recordings. Toshiba EMI. | CD Casete                               | N.° 1                      | [ 8 ]  |
| 4.º  | 21 de julio de 2003      | Memories Of Blue     | Eastworld Recordings. Toshiba EMI. | CCCD Versión remasterizada digitalmente | N.° 1                      | [ 8 ]  |
| 5.º  | 26 de septiembre de 1994 | Shake the Fake       | Eastworld Recordings. Toshiba EMI. | CD                                      | N.° 1                      | [ 9 ]  |
| 5.º  | 21 de julio de 2003      | Shake the Fake       | Eastworld Recordings. Toshiba EMI. | CCCD Versión remasterizada digitalmente | N.° 1                      | [ 9 ]  |
| 6.º  | 30 de septiembre de 1996 | Missing Piece        | Polydor Records. BeatNix.          | CD VHS (lanzado el 14 de mayo de 1997)  | N.° 1                      | [ 10 ] |
| 7.º  | 10 de diciembre de 1997  | I·De·A               | Polydor Records. BeatNix.          | CD                                      | N.° 1                      | [ 11 ] |
| 8.º  | 23 de febrero de 2000    | Mellow               | Polydor Records. BeatNix.          | CD                                      | N.° 5                      | [ 12 ] |
| 9.º  | 18 de octubre de 2000    | Beat Haze Odyssey    | Polydor Records. BeatNix.          | CD CD+Mini-CD                           | N.° 3                      | [ 13 ] |
| 10.º | 20 de agosto de 2003     | Follow the Wind      | Toshiba EMI. Capitol Music.        | CCCD (Copy Control)                     | N.° 2                      | [ 14 ] |
| 10.º | 11 de junio de 2008      | Follow the Wind      | Toshiba EMI. Capitol Music.        | Reedición en CD-DA                      | N.° 2                      | [ 14 ] |
| 11.º | 20 de diciembre de 2006  | In the Mood          | Toshiba EMI. Capitol Music.        | CD CD+DVD                               | N.° 3                      | [ 15 ] |
| 12.º | 8 de septiembre de 2010  | "B"orderless         | EMI Music Japan. Capitol Music.    | CD                                      | N.° 3                      | [ 16 ] |

### Sencillos
| N.º  | Fecha de lanzamiento     | Título                                                    | Discográfica                       | Formato                                                               | Álbum                                                         | Comentarios                                                                                   | Posición semanal en Oricon | Ref           |
| ---- | ------------------------ | --------------------------------------------------------- | ---------------------------------- | --------------------------------------------------------------------- | ------------------------------------------------------------- | --------------------------------------------------------------------------------------------- | -------------------------- | ------------- |
| 1.º  | 21 de julio de 1988      | Angel                                                     | Toshiba EMI. Eastworld Recordings. | Disco de vinilo Mini-CD                                               | Flowers for Algernon                                          | Debut en solitario de Himuro, ex vocalista de BOØWY                                           | N.° 1                      | [ 17 ]        |
| 2.º  | 7 de octubre de 1988     | Dear Algernon                                             | Toshiba EMI. Eastworld Recordings. | Disco de vinilo Mini-CD Casete                                        | Flowers for Algernon                                          | Segundo sencillo en solitario                                                                 | N.° 2                      | [ 18 ]        |
| 3.º  | 26 de julio de 1989      | Summer Game                                               | Toshiba EMI. Eastworld Recordings. | Mini-CD                                                               | Neo Fascio                                                    |                                                                                               | N.° 1                      | [ 19 ]        |
| 4.º  | 6 de septiembre de 1989  | Misty (MISTY〜微妙に〜?)                                  | Toshiba EMI. Eastworld Recordings. | Mini-CD                                                               | Neo Fascio                                                    |                                                                                               | N.° 2                      | [ 20 ]        |
| 5.º  | 16 de mayo de 1990       | Jealousy (JEALOUSYを眠らせて?)                            | Toshiba EMI. Eastworld Recordings. | Disco de vinilo Mini-CD                                               | Higher Self                                                   | Fue tema musical de la serie de TV Love in Paradise (恋のパラダイス, Koi no Paradise?)        | N.° 1                      | [ 21 ]        |
| 6.º  | 27 de febrero de 1991    | Crime of Love                                             | Toshiba EMI. Eastworld Recordings. | Mini-CD                                                               | Higher Self                                                   |                                                                                               | N.° 2                      | [ 22 ]        |
| 7.º  | 26 de febrero de 1992    | Urban Dance                                               | Toshiba EMI. Eastworld Recordings. | Mini-CD                                                               | Memories Of Blue                                              | Fue tema musical de la serie de TV Hitori de Iino (…ひとりでいいの?)                          | N.° 2                      | [ 23 ]        |
| 8.º  | 7 de noviembre de 1992   | Good Luck My Love                                         | Toshiba EMI. Eastworld Recordings. | Mini-CD                                                               | Memories Of Blue                                              | Fue unos de los temas de cierre del programa de variedades Move, emitió en la cadena TBS      | N.° 5                      | [ 24 ]        |
| 9.º  | 7 de diciembre de 1992   | Kiss Me                                                   | Toshiba EMI.                       | CD                                                                    | Memories Of Blue                                              | Fue canción comercial de Miki Corporation                                                     | N.° 1                      | [ 25 ]        |
| 10.º | 29 de agosto de 1994     | Virgin Beat                                               | Toshiba EMI.                       | Mini-CD                                                               | Shake the Fake                                                | Fue canción comercial de Miki Corporation                                                     | N.° 1                      | [ 26 ]        |
| 11.º | 25 de octubre de 1995    | Tamashii wo Daitekure (魂を抱いてくれ?)                   | Polydor Records.                   | Mini-CD                                                               | Missing Piece                                                 | Fue tema musical de la serie de TV Kaze no Keiji Tokyo Hatsu! (風の刑事・東京発!?)            | N.° 2                      | [ 27 ]        |
| 12.º | 24 de junio de 1996      | Stay                                                      | Polydor Records.                   | Mini-CD                                                               | Missing Piece                                                 | Fue tema de apertura del programa musical Count Down TV                                       | N.° 1                      | [ 28 ]        |
| 13.º | 15 de agosto de 1996     | Squall                                                    | Polydor Records.                   | Mini-CD                                                               | Missing Piece                                                 | Fue tema musical de la serie de TV Good Luck (グッドラック?)                                  | N.° 1                      | [ 29 ]        |
| 14.º | 15 de enero de 1997      | Waltz                                                     | Polydor Records.                   | CD                                                                    | Missing Piece                                                 |                                                                                               | N.° 4                      | [ 30 ]        |
| 15.º | 4 de junio de 1997       | Native Stranger                                           | Polydor Records.                   | Mini-CD                                                               | I·De·A                                                        | Fue tema musical de la serie de TV Seigi no Mikata (せいぎのみかた?)                          | N.° 2                      |               |
| 16.º | 29 de octubre de 1997    | Heat                                                      | Polydor Records.                   | Mini-CD                                                               | I·De·A                                                        | Fue canción comercial de Dydo blend coffee                                                    | N.° 5                      | [ 31 ]        |
| 17.º | 18 de agosto de 1999     | Sleepless Night (SLEEPLESS NIGHT 〜眠れない夜のために〜?) | Polydor Records.                   | CD                                                                    | Mellow                                                        |                                                                                               | N.° 5                      | [ 32 ]        |
| 18.º | 27 de octubre de 1999    | Diamond Dust (ダイヤモンド・ダスト?)                      | Polydor Records.                   | Mini-CD                                                               | Mellow                                                        | Fue tema musical de la serie de TV Koori no Sekai (氷の世界?) y tema final del juego Yakuza 5 | N.° 3                      | [ 33 ]        |
| 19.º | 15 de enero de 2000      | Eternity (永遠 〜Eternity〜?)                             | Polydor Records.                   | CD                                                                    | Mellow                                                        | Tema musical de la película Isola (Múltiples personalidades)                                  | N.° 13                     |               |
| 20.º | 28 de junio de 2000      | Honoo no kaseki (炎の化石?)                               | Polydor Records.                   | CD                                                                    | Collective SOULS 〜THE BEST OF BEST〜                         |                                                                                               | N.° 81                     |               |
| 21.º | 1 de enero de 2001       | Girls Be Glamorous                                        | Polydor Records.                   | Enhanced CD (Calendario 2001)                                         | Beat Haze Odyssey                                             | Fue canción comercial de ピエヌ（PN) de Shiseido                                              | N.° 10                     |               |
| 22.º | 21 de julio de 2003      | Claudia                                                   | Toshiba EMI. Capitol Records.      | CCCD (Copy Control)                                                   | Follow the Wind                                               | Fue lanzado en el 15.º aniversario del debut de Himuro                                        | N.° 10                     |               |
| 23.º | 8 de septiembre de 2004  | Wild Romance                                              | Toshiba EMI.                       | CCCD (Copy Control)                                                   | In the Mood                                                   | La letra de la canción fue escrita por Yukinojo Mori                                          | N.° 6                      |               |
| 24.º | 8 de febrero de 2006     | Easy Love/Bitch as Witch                                  | Toshiba EMI. Capitol Records.      | CD                                                                    | In the Mood                                                   |                                                                                               | N.° 6                      | [ 34 ]        |
| 25.º | 4 de octubre de 2006     | Sweet Revolution/In the Nude ~Even Not in the Mood~       | Toshiba EMI. Capitol Records.      | CD CD+DVD DVD                                                         | In the Mood                                                   | Fue unos de los temas de cierre del programa de variedades Downtown DX de Yomiuri TV          | N.° 3                      | [ 35 ]        |
| 26.º | 14 de julio de 2010      | Bang the Beat/Safe and Sound                              | EMI Music Japan. Capitol Records.  | CD CD+DVD                                                             | "B"orderless                                                  | Fue canción comercial de Asahi Soft Drinks y Live Max Inc.                                    | N.° 3                      | [ 36 ]        |
| 27.º | 14 de diciembre de 2011  | If You Want                                               | Warner Music Japan.                | Lanzamiento en descarga digital. En CD lanzado el 14 de marzo de 2012 | KYOSUKE HIMURO 25th Anniversary BEST ALBUM GREATEST ANTHOLOGY | Fue unos de los temas de cierre del programa de noticias News zero de Nippon Television       | N.° 4                      | [ 40 ] [ 41 ] |
| 28.º | 26 de septiembre de 2012 | Warriors                                                  | Warner Music Japan.                | CD                                                                    | KYOSUKE HIMURO 25th Anniversary BEST ALBUM GREATEST ANTHOLOGY | Fue canción comercial de HAL College (HAL (専門学校)?)                                        | N.° 5                      | [ 42 ]        |
| 29.º | 1 de mayo de 2013        | North of Eden                                             | Warner Music Japan.                | CD CD+DVD                                                             | KYOSUKE HIMURO 25th Anniversary BEST ALBUM GREATEST ANTHOLOGY | Tema musical para la película Los protectores (Shield of Straw) dirigida por Takashi Miike    | N.° 6                      | [ 44 ]        |
| 30.º | 16 de julio de 2014      | One Life                                                  | Warner Music Japan.                | CD CD (limitado)                                                      | L'épilogue                                                    | Fue canción comercial del Volkswagen Golf VII                                                 | N.° 6                      | [ 45 ]        |

### Recopilatorios
- Singles (19 de julio de 1995) Posición en Oricon: N.° 1
- Collective Souls ~The Best of Best~ (24 de junio de 1998) N.° 4
- Ballad ~ La Pluie (27 de septiembre de 2001) N.° 7
- Case of Himuro (19 de marzo de 2003) N.° 7
- 20th Anniversary All Singles Complete Best "Just Movin' On" ~All The-S-Hit~ (11 de junio de 2008) N.° 1
- L'épilogue (13 de abril de 2016) N.° 1

### Álbumes en vivo
- The One Night Stands ~Tour "Collective Souls" 1998~ (9 de diciembre de 1998) N.° 6
- 21st Century Boøwys Vs Himuro (24 de diciembre de 2004) N.° 8
- KYOSUKE HIMURO 25th Anniversary SPECIAL LIVE CD RENTAL LIMITED EDITION (7 de agosto de 2013)